# 7492 Kačenka
7492 Kačenka là một tiểu hành tinh vành đai chính với chu kỳ quỹ đạo là 1360.9890852 ngày (3.73 năm).
Nó được phát hiện ngày 21 tháng 10 năm 1995.